# クリス・バシット
クリストファー・M・バシット（Christopher M. Bassitt, 1989年2月22日 - ）は、アメリカ合衆国オハイオ州カーティス出身のプロ野球選手（投手）。MLBのトロント・ブルージェイズ所属。右投右打。

## 経歴

### プロ入りとホワイトソックス時代
2011年のMLBドラフトでシカゴ・ホワイトソックスから16巡目（全体501位）指名され、6月9日に契約。傘下のルーキー級ブリストル・ホワイトソックスで6試合に登板し、防御率1.08と好投。7月8日にA+級ウィンストン・セイラム・ダッシュへ昇格し、7月9日のセイラム・レッドソックス戦に登板したが、1.2回を2安打、1失点、1死球と抑えられず、7月13日にA級カナポリス・インティミデイターズへ降格。A級カナポリスでは16試合に登板し、3勝1敗、防御率1.82だった。
2012年はA+級ウィンストン・セイラムで開幕を迎え、リリーフとして28試合に登板。1勝2敗4セーブ、防御率2.98だった。7月14日のマートルビーチ・ペリカンズ戦から先発に転向し、10試合に登板。4勝2敗、防御率4.25だった。
2013年もA+級ウィンストン・セイラムで開幕を迎え、18試合に登板。7勝2敗、防御率3.46だった。7月18日にAA級バーミングハム・バロンズへ昇格。8試合に登板し、4勝2敗、防御率2.27だった。
2014年は右手の怪我で開幕から7日間の故障者リスト入りし、リハビリのためルーキー級アリゾナリーグ・ホワイトソックスで3試合に登板後、7月26日にAA級バーミングハムで復帰。同球団では6試合の登板で、3勝1敗、防御率1.56と好投し、8月30日にホワイトソックスとメジャー契約を結んだ。同日に行われたデトロイト・タイガースとのダブルヘッダー2戦目で先発起用されメジャーデビュー。6.1回を7安打、5失点、4四球と打ち込まれ、メジャー初黒星を喫し、8月31日にAAA級シャーロット・ナイツへ降格したが、9月2日にメジャーへ再昇格。シーズン5試合目の登板となった9月22日のタイガース戦では、7.2回を6安打無失点、1四球に抑え、メジャー初勝利を挙げた。この年は6試合に登板し、1勝1敗、防御率3.94だった。

### アスレチックス時代
2014年12月9日にジェフ・サマージャ、マイケル・イノアとのトレードでマーカス・セミエン、ジョシュ・フェグリー、ランヘル・ラベロと共にオークランド・アスレチックスへ移籍した。

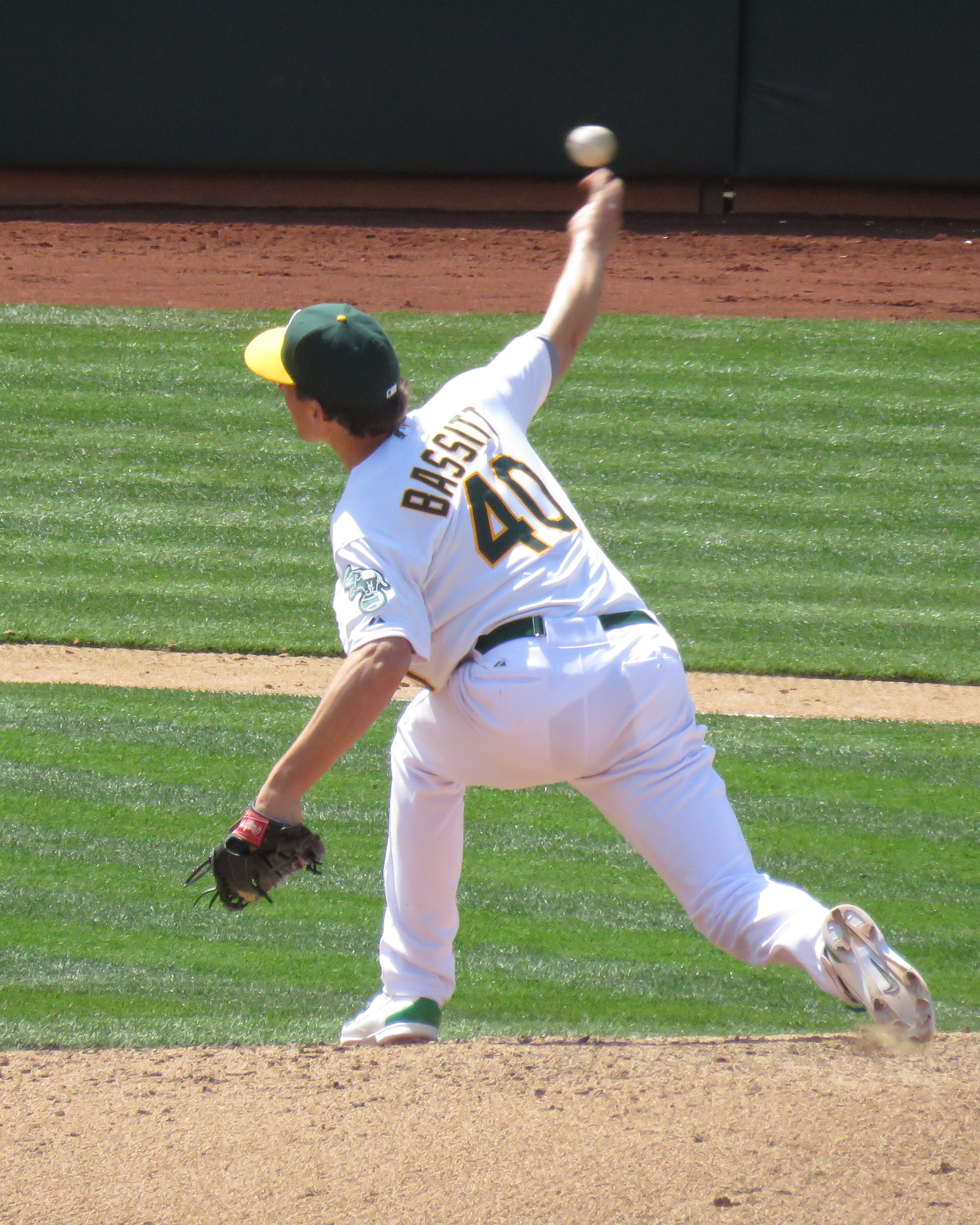
オークランド・アスレチックス時代
（2015年4月25日）

2015年は18試合に登板し、先発陣の一角としてうち13試合で先発登板した。防御率3.56、WHIP1.26というまずまずの成績を残したが、勝ち運に恵まれず1勝8敗と大きく負け越した。
2016年は5試合の先発登板に留まり、防御率6.11、0勝2敗、WHIP1.75と結果を残せなかった。なお、5試合の登板に留まった理由は、トミー・ジョン手術を受ける事になった為である。
2017年は全休となった。
2018年に2年ぶりにMLB復帰。
2019年は開幕からMLBで迎え、マリナーズとのMLB日本開幕戦にも帯同した。
2020年は先発ローテーションの一角を担い、オールMLBチームの候補にも選出された。
2021年4月1日のアストロズとの開幕戦で自身初めて開幕投手を務めた。5月27日のエンゼルス戦で先発しMLBで初完投初完封した。7月10日に辞退した選手の代替選手として自身初となるオールスターゲームに選出された。7月13日に開催されたオールスターゲームでは6回裏に6番手としてオールスターゲーム初出場を果たした。8月17日のホワイトソックス戦でライナー性の打球が顔面に当たり、担架で運ばれて退場した。9月23日のシアトル・マリナーズ戦で復帰した。この年は27試合に先発登板して157.1イニングを投げ、12勝4敗、防御率3.15、159奪三振を記録した。また、サイ・ヤング賞投票では10位に入った。

### メッツ時代
2022年3月12日にJ.T.ギン、アダム・オラーとのトレードで、ニューヨーク・メッツへ移籍した。この年は30試合に先発登板して181.2イニングを投げ、15勝9敗、防御率3.42、167奪三振を記録した。オフの11月7日にFAとなった。メッツからクオリファイング・オファーを提示されたが、契約には至らなかった。

### ブルージェイズ時代
2022年12月16日にトロント・ブルージェイズと3年総額6300万ドルの契約を結んだ。
2023年5月12日のアトランタ・ブレーブス戦では自身2度目となる完封勝ちを収めた。この年は33試合に先発登板して200イニングを投げ、16勝8敗、防御率3.60、186奪三振を記録し、自身初となる最多勝のタイトルを手にした。また、サイ・ヤング賞投票では10位に入った。
2024年は31試合に先発登板して171イニングを投げ、10勝14敗、防御率4.16、168奪三振を記録した。

## 選手としての特徴
96マイルのフォーシームを軸に縦に大きく割れるナックルカーブ、シンカー、スライダーを操る本格派右腕。

## 詳細情報

### 年度別投手成績
| 年 度     | 球 団     | 登 板 | 先 発 | 完 投 | 完 封 | 無 四 球 | 勝 利 | 敗 戦 | セ 丨 ブ | ホ 丨 ル ド | 勝 率 | 打 者 | 投 球 回 | 被 安 打 | 被 本 塁 打 | 与 四 球 | 敬 遠 | 与 死 球 | 奪 三 振 | 暴 投 | ボ 丨 ク | 失 点 | 自 責 点 | 防 御 率 | W H I P |
| --------- | --------- | ----- | ----- | ----- | ----- | -------- | ----- | ----- | -------- | ----------- | ----- | ----- | -------- | -------- | ----------- | -------- | ----- | -------- | -------- | ----- | -------- | ----- | -------- | -------- | ------- |
| 2014      | CWS       | 6     | 5     | 0     | 0     | 0        | 1     | 1     | 0        | 0           | ----  | 137   | 29.2     | 34       | 0           | 13       | 1     | 3        | 21       | 0     | 0        | 13    | 13       | 3.94     | 1.58    |
| 2015      | OAK       | 18    | 13    | 0     | 0     | 0        | 1     | 8     | 0        | 0           | .111  | 361   | 86.0     | 78       | 5           | 30       | 0     | 9        | 64       | 5     | 0        | 36    | 34       | 3.56     | 1.26    |
| 2016      | OAK       | 5     | 5     | 0     | 0     | 0        | 0     | 2     | 0        | 0           | .000  | 133   | 28.0     | 35       | 5           | 14       | 0     | 0        | 23       | 2     | 0        | 20    | 19       | 6.11     | 1.75    |
| 2018      | OAK       | 11    | 7     | 0     | 0     | 0        | 2     | 3     | 0        | 0           | .400  | 204   | 47.2     | 40       | 4           | 19       | 0     | 4        | 41       | 2     | 0        | 21    | 16       | 3.02     | 1.24    |
| 2019      | OAK       | 28    | 25    | 0     | 0     | 0        | 10    | 5     | 0        | 0           | .667  | 612   | 144.0    | 125      | 21          | 47       | 0     | 13       | 141      | 3     | 0        | 66    | 61       | 3.81     | 1.19    |
| 2020      | OAK       | 11    | 11    | 0     | 0     | 0        | 5     | 2     | 0        | 0           | .714  | 261   | 63.0     | 56       | 6           | 17       | 0     | 2        | 55       | 2     | 0        | 18    | 16       | 2.29     | 1.16    |
| 2021      | OAK       | 27    | 27    | 1     | 1     | 0        | 12    | 4     | 0        | 0           | .750  | 637   | 157.1    | 127      | 15          | 39       | 1     | 11       | 159      | 5     | 1        | 55    | 55       | 3.15     | 1.06    |
| 2022      | NYM       | 30    | 30    | 0     | 0     | 0        | 15    | 9     | 0        | 0           | .625  | 745   | 181.2    | 159      | 19          | 49       | 0     | 13       | 167      | 5     | 1        | 71    | 69       | 3.42     | 1.14    |
| 2023      | TOR       | 33    | 33    | 1     | 1     | 0        | 16    | 8     | 0        | 0           | .667  | 826   | 200.0    | 176      | 28          | 59       | 2     | 12       | 186      | 4     | 3        | 88    | 80       | 3.60     | 1.18    |
| 2024      | TOR       | 31    | 31    | 0     | 0     | 0        | 10    | 14    | 0        | 0           | .417  | 758   | 171.0    | 180      | 18          | 70       | 2     | 16       | 168      | 2     | 2        | 91    | 79       | 4.16     | 1.46    |
| MLB：10年 | MLB：10年 | 200   | 187   | 2     | 2     | 0        | 72    | 56    | 0        | 0           | .563  | 4674  | 1108.1   | 1010     | 121         | 357      | 6     | 83       | 1025     | 30    | 7        | 479   | 442      | 3.59     | 1.23    |

- 2024年度シーズン終了時
- 各年度の太字はリーグ最高

### 年度別守備成績
| 年 度 | 球 団 | 投手（P） | 投手（P） | 投手（P） | 投手（P） | 投手（P） | 投手（P） |
| 年 度 | 球 団 | 試 合     | 刺 殺     | 補 殺     | 失 策     | 併 殺     | 守 備 率  |
| ----- | ----- | --------- | --------- | --------- | --------- | --------- | --------- |
| 2014  | CWS   | 6         | 1         | 4         | 0         | 0         | 1.000     |
| 2015  | OAK   | 18        | 5         | 9         | 1         | 1         | .933      |
| 2016  | OAK   | 5         | 1         | 0         | 0         | 0         | 1.000     |
| 2018  | OAK   | 11        | 4         | 3         | 1         | 0         | .875      |
| 2019  | OAK   | 28        | 5         | 14        | 0         | 3         | 1.000     |
| 2020  | OAK   | 11        | 3         | 4         | 1         | 1         | .875      |
| 2021  | OAK   | 27        | 4         | 11        | 1         | 0         | .938      |
| 2022  | NYM   | 30        | 16        | 16        | 0         | 3         | 1.000     |
| 2023  | TOR   | 33        | 13        | 19        | 1         | 1         | .970      |
| 2024  | TOR   | 31        | 12        | 16        | 1         | 3         | .966      |
| MLB   | MLB   | 200       | 64        | 96        | 6         | 12        | .964      |

- 2024年度シーズン終了時
- 各年度の太字はリーグ最高

### タイトル
- 最多勝利：1回（2023年）

### 表彰
- ピッチャー・オブ・ザ・マンス：1回（2020年9月）

### 記録
- MLBオールスターゲーム選出：1回（2021年）

### 背番号
- 61（2014年）
- 40（2015年 - ）